# Igreja de Nossa Senhora da Lampadosa
A Igreja de Nossa Senhora da Lampadosa é uma igreja católica localizada na avenida Passos, no Centro da cidade do Rio de Janeiro, próximo à atual Praça Tiradentes, no estado do Rio de Janeiro, no Brasil. Pela sua localização próxima da forca usada na execução da pena capital de Tiradentes (no atual cruzamento da Rua Senhor dos Passos com a Avenida Passos), em sua frente o mártir brasileiro pôde fazer as suas últimas preces antes de ser enforcado.
A imagem de Nossa Senhora da Lampadosa é representada como uma jovem mãe que segura, com a mão direita um tanto elevada, um coração, simbolizando o amor, e que sustenta seu filho, Jesus, com o braço esquerdo. Jesus, por sua vez, tem, na mão direita, uma pomba, figura do Divino Espírito Santo.

## História
A devoção a Nossa Senhora da Lampadosa remonta a uma suposta aparição da Virgem Maria a um italiano escravizado pelos turcos na ilha de Lampedusa no final do século XVI. o culto se espalhou entre os escravos do Rio de Janeiro. Antes de 1740, uma irmandade acabou sendo fundada pelo grupo de escravos devotos, sediada na Igreja do Rosário e São Benedito.
As origens do templo remontam a 1748, a um terreno doado à Irmandade Negra de Alampadosa ou Lampadosa. Só em fins da década de 1740, a irmandade iniciou a construção de um templo para abrigar a imagem. Mello Morais Filho apresenta, em "Festas e Tradições Populares do Brasil", uma divergência quanto à data de dedicação do templo, situando-a em 1742, uma vez que cita documento da paróquia em que a Irmandade de Santo Rei Baltazar pedia a autorização para realização de sua tradicional celebração em 3 de dezembro de 1748.
Em 1930, a antiga construção foi demolida e um novo prédio, em estilo neocolonial, foi erguido, pelo projeto dos arquitetos Paulo Candiota e Eduardo de Sá, sendo inaugurado em 1934.